# Верчеллі (провінція)
Провінція Верче́ллі (італ. Provincia di Vercelli) — провінція в Італії, у регіоні П'ємонт. 
Площа провінції — 2 088 км², населення — 178 856 осіб.
Столицею провінції є місто Верчеллі.

## Географія

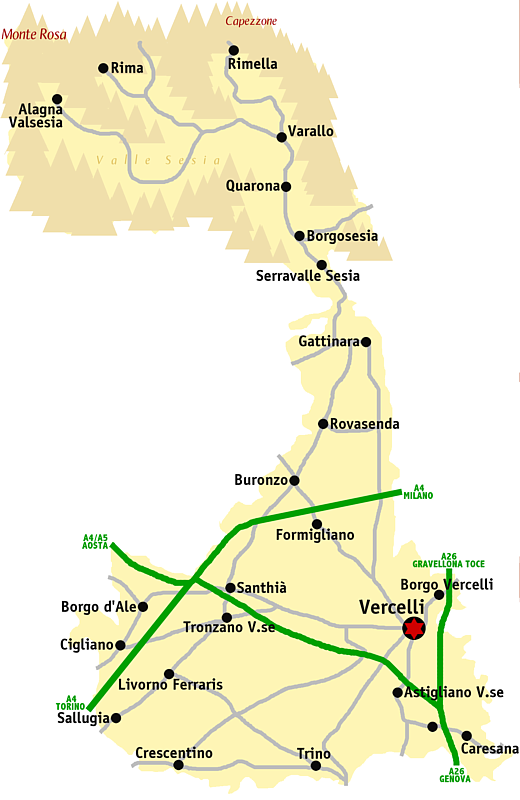
Мапа провінції

Межує на півночі з провінцією Вербано-Кузіо-Оссола і зі Швейцарією (Вале), на сході з провінцією Новара і з регіоном Ломбардія (провінцією Павія), на півдні з провінцією Алессандрія, на заході з провінцією Турин, провінцією Б'єлла та Валле-д'Аоста.

## Основні муніципалітети
Найбільші за кількістю мешканців муніципалітети (ISTAT):
- Верчеллі - 44.564 осіб
- Боргозезія - 13.524 осіб
- Сантія - 9.130 осіб
- Гаттінара - 8.410 осіб
- Крешентіно - 8.040 осіб
- Тріно - 7.806 осіб
- Варалло - 7.545 осіб
- Серравалле-Сезія - 5.031 осіб